# Пласница
Пласница (мкд. Пласница) је насеље у Северној Македонији, у средишњем делу државе. Пласница је седиште и највеће насеље истоимене општине Пласница.

## Географија
Насеље Пласница је смештено у средишњем делу Северне Македоније. Од најближег већег града, Кичева, насеље је удаљено 20 km источно.
Рељеф: Пласница се налази у Доњекичевском крају, која обухвата средишњи део слика реке Треске. Село је положено на десној обали реке Треске. Јужно од села издиже се Бушева планина. Надморска висина насеља је приближно 680 метара.
Клима у насељу је континентална.

## Становништво
По попису становништва из 2002. године, Пласница је имала 2.268 становника.
Претежно становништво у насељу су Турци, тачније Торбеши (99%). Раније су етнички Македонци имали приметну мањину у насељу.
Већинска вероисповест у насељу је ислам.